# District de Mewat
Le district de Mewat (hindi : मेवात जिला, ourdou : ضِلع ميوات)  est un district  de l'état de l'Haryana  en Inde.

## Description
Au recensement de 2011, sa population compte 1 089 263 habitants pour une superficie de 1 507 km2.
Son chef-lieu est la ville de Nuh. 